# Edward Trusewicz
Edward Trusewicz (* 10. Mai 1979 in Trakai) ist ein litauischer Politiker polnischer Herkunft, ehemaliger Vizeminister.

## Leben
Nach der Hauptschule in Senieji Trakai und der Kunstschule Trakai absolvierte er 2000 das Studium am Vilniaus konservatorija und wurde Chordirigent. 2005 lernte er in Polen. 
1996 arbeitete er als Lehrer, leitete als Kunstleiter „Stare Troki“ und war Berater von „Zgoja“. 
Von 2003 bis 2011 war er Mitglied im Rat der Rajongemeinde Trakai und von 2011 bis 2013 Mitglied im Stadtrat Vilnius. Von Januar 2013 bis 2016 war er litauischer Kultusvizeminister, Stellvertreter von Šarūnas Birutis im Kabinett Butkevičius.
Er ist Mitglied der Lietuvos lenkų rinkimų akcija.